# 운수 좋은 날 (음악)
《운수 좋은 날》은 대한민국의 블루스 밴드 하 수상의 네번째 싱글이다. 이 싱글 음원은 같은 소속사인 정흠밴드와 콜라보 프로젝트이며, 두 팀의 버전으로 각각 발매되었다. 《운수 좋은 날》은 현진건의 1924년 동명 소설을 모티브로 한 곡으로, 소설 속 김첨지의 아이러니한 비극적 상황을 2015년 현실에 맞게 각색하여 해학적으로 담아냈다.

## 수록곡
| #            | 제목             | 작사         | 작곡         | 재생 시간 |
| ------------ | ---------------- | ------------ | ------------ | --------- |
| 1.           | 〈운수 좋은 날〉 | 임정우       | 임정우       | 4:24      |
| 총 재생 시간 | 총 재생 시간     | 총 재생 시간 | 총 재생 시간 | 4:24      |